# Katja Krajnik
Katja Krajnik, por. Kralj, slovenska violi(ni)stka, * 26. junij 1973, Šempeter pri Gorici, † 17. september 2016
Podiplomski študij je opravila na Visoki šoli za glasbo v Detmoldu (Nemčija) pri prof. Nobuko Imai. Decembra 1999 je diplomirala z odliko. Izpopolnjevala se je na mnogih mednarodnih poletnih šolah po Evropi in v ZDA, ter povsod tudi nastopala.  
Od junija 2004 je bila solo violistka v Simfoničnem orkestru RTV Slovenija kot prva ženska v Sloveniji. Leta 2016 je dobila priznanje za pomembna umetniška dela, ki je ekvivalent znanstvenemu nazivu doktorica znanosti in postala akademska glasbenica violistka, profesorica viole.  
Sodelovala je v različnih komornih skupinah, med drugim v ansamblu MD7, v godalnem kvartetu Rožmarinke in v ansamblu Neofonija. 

### Zasebno
Rojena je bila Bojani Kovač in Borisu Krajnik. Imela je mlajšo sestro Tino Krajnik poročeno Mozetič. Rodila je dva otroka. 
Vsi člani družine so profesionalni glasbeniki, mama je bila članica orkestra v Slovenski Filharmoniji, oče je bil in sestra je še članica Simfoničnega orkestra RTV Slovenija. 

## Kronologija nastopov, snemanj in izidov albumov
- 2013: Lipovškova nagrada za delo je v okviru MD7

- December 1999 diplomski koncert na Visoki šoli za glasbo v Detmoldu (Nemčija)
- 2.marec 2002, W.A. Mozart: Sinfonia concertante v Es-duru za violino, violo in orkester
- leta 2003 izid plošče Maje Kojc, skladba I.Štuhec: Duo za oboo in violo
- leta 2004 izid plošče kvarteta Rožmarinke
- december 2004 izid plošče »Spavaj, božje detece« (godalni kvartet Rožmarinke )
- 31.januar 2005, Koncertni atelje DSS, komorni koncert
- 20.februar 2005 , M.Bruch : Koncert za klarinet, violo in orkester v e-molu
- december 2005 izid prve zgoščenke Ansambla MD7 »Glasba našega časa«
- 8.november 2006, koncert Ansambla MD7 na festivalu »Trieste prima« v Trstu
- julij 2007, snemanje nove skladbe Igorja Štuheca: Koncert za violo in orkester, dirigent A.Nanut, SORS
- 18.maj 2008, koncert Ansambla MD7 v Dublinu (Irska)
- 14.junij 2008 koncert kvarteta Rožmarinke v Preddvoru
- 22.april 2009 koncert Ansambla MD7 na zagrebškem Bienalu
- 17.julij 2009, koncert Ansambla MD7 na Festivalu Ljubljana, N.Firšt: Violab za violo in ansambel
- 11.september 2009, koncert Ansambla MD7 na Mednarodnem festivalu sodobne glasbe »Kogojevi dnevi« , N.Firšt: Violab za violo in ansambel
- 28.oktober 2009 , koncert Ansambla MD7 v Celovcu, N.Firšt: Violab za violo in ansambel
- december 2009 izid druge plošče Ansambla MD7 »Barvni krog«
- januar 2010 izid tretje plošče Ansambla MD7 »Moderno«
- 7.marec 2010 , koncert kvarteta Rožmarinke ob 15 letnici delovanja
- maj 2010, turneja ansambla MD7 v Seulu (Koreja), N.Firšt: Violab za violo in ansambel
- maj 2011, sodelovanje na festivalu »Predihano«
- 21.april 2012, koncert Ansambla MD7 v Odesi (Ukrajina)
- 10.september 2012, nastop na mednarodnem festivalu elektronske glasbe ICMC, F.C.Ciardi: Pa(e/s)saggi za violo in elektroniko
- 6.november 2012, koncert Ansambla MD7 v Celju, N.Firšt: Violab
- 19.november 2012, koncert Ansambla MD7 na festivalu »Trieste Prima«, N.Firšt: Violab za violo in ansambel
- Februar 2013 izid plošče Peter Kopač »Alius alter« za klarinet in godalni kvartet
- november 2013, Lipovškova nagrada Ansamblu MD7, za izjemen doprinos pri uveljavitvi slovenske glasbene ustvarjalnosti
- 20.marec 2014, abonmajski koncert SORS , P.Mihelčič: Concerto grosso za violino, violo, violončelo in orkester
- 21.marec 2014, snemanje P.Mihelčič: Concerto grosso
- 24.marec 2014, koncert P.Mihelčič: Concerto grosso, v Novi Gorici
- 11.maj 2014, koncert Mozartine, L.Spohr: Koncert za godalni kvartet in orkester
- 25.avgust 2014, koncert Ansambla MD7 na Festivalu Lj.